# Anacerastes
Anacerastes es un género de coleópteros de la familia Anthribidae.

## Especies
Contiene las siguientes especies:
- Anacerastes ater Jordan, 1894
- Anacerastes bimaculatus Jordan, 1894
- Anacerastes canescens Jordan, 1930
- Anacerastes cinerascens Jordan, 1894
- Anacerastes fulvus Jordan, 1930
- Anacerastes geometricus Jordan, 1894
- Anacerastes griseus Jordan, 1930
- Anacerastes lepidus Labram & Imhoff 1840
- Anacerastes lutosus Wolfrum, 1958
- Anacerastes nubilus Jordan, 1930
- Anacerastes pictus Jordan, 1930
- Anacerastes scriptus Jordan, 1909
- Anacerastes subfasciatus Jordan, 1894
- Anacerastes tenuipilis Jordan, 1930
- Anacerastes tenuipilus Jordan, 1930
- Anacerastes variegatus Kolbe, 1894
- Anacerastes varius Jordan, 1930